# Lý Thanh Thảo
Lý Thanh Thảo (sinh ngày 11 tháng 12 năm 1982 tại Long An) là nữ diễn viên điện ảnh - truyền hình, diễn viện kịch nói và lồng tiếng nổi tiếng người Việt Nam. Lý Thanh Thảo là một diễn viên thực lực, cô từng được đánh giá là gương mặt điện ảnh nhiều triển vọng của Việt Nam.

Lý Thanh Thảo là diễn viên quen thuộc với khán giả qua nhiều bộ phim truyền hình như: Mùi ngò gai, Cỏ dại, Người Bình Xuyên, Hương phù sa, Gia đình phép thuật... Trong đó vai Thủy trong Mùi ngò gai được xem là bước đệm giới thiệu cái tên Lý Thanh Thảo đến gần khán giả. Không chỉ tham gia phim ảnh, Lý Thanh Thảo còn là gương mặt quen thuộc trên các sân khấu kịch. Với giọng nói truyền cảm, nữ diễn viên còn được mời lồng tiếng nhiều quảng cáo trên truyền hình.

## Tiểu sử
Lý Thanh Thảo là một nữ diễn viên người Việt Nam sinh ngày 11 tháng 12 năm 1982 tại Long An, được công chúng biết đến khi tham gia nhiều bộ phim truyền hình và các vở kịch tại Sân khấu Phú Nhuận.
Từ nhỏ, Thảo đã sinh hoạt tại Nhà văn hóa Thiếu nhi tại huyện Cần Giuộc (Long An). Đó là năm Thảo học lớp 3, mùa hè mưa dầm vẫn lội bộ qua những con đường sình lầy, ngập nước để tập văn nghệ. Nhóm của Thảo hồi đó đã lập nhiều tiết mục phục vụ bà con nghèo ở vùng xa heo hút. Khi vừa tốt nghiệp trung học phổ thông, cô đăng ký thi và đậu vào trường Cao đẳng Sân khấu Điện ảnh Thành phố Hồ Chí Minh.
Thanh Thảo tốt nghiệp khoa diễn viên tại trường Sân khấu - Điện ảnh. Năm 2006, cô tham gia khóa học đào tạo đạo diễn sân khấu cùng với diễn viên Hạnh Thúy.
Thời còn là sinh viên, Thảo từng đi tiếp thị để trang trải cuộc sống nên hiểu được những nỗi cơ cực. Vì vậy, khi được vai diễn, cô luôn cố gắng diễn hết mình. Thảo rất thích những vai có cá tính gai góc, thậm chí hung dữ, xấu xa, bị ghét bỏ vì theo Thảo, những dạng vai đó để lại ấn tượng hơn những vai nhu mì, đào thương. Nét đẹp mộc mạc từ nụ cười và cách ăn nói thu hút của Lý Thanh Thảo đã đưa cô đến với vai diễn Bé Tí trong vở Tắt đèn tại sân khấu Phú Nhuận. Thường xuyên tham gia diễn kịch ở Phú Nhuận, Thảo rất vui khi được cùng làm việc với "thần tượng": NSƯT Hồng Vân. Chính từ môi trường này, Thảo thấy mình lớn lên rất nhiều trong nghề nghiệp.

## Sự nghiệp
Khi Thảo đang là sinh viên năm thứ nhất Lý Thanh Thảo nhận được vai diễn đầu tiên trong sự nghiệp là vai Hằng trong Vòng xoáy số phận (Đài Truyền hình Bình Dương). Nhưng phải đến vai Hân trong bộ phim Cỏ dại (đạo diễn Đinh Đức Liêm), cô mới có cơ hội thể hiện mình trong diễn xuất.
Thành công ngoài mong đợi trong phim Cỏ dại, Thảo được bạn bè trong giới trìu mến gọi cái tên Thảo "Cỏ", riết rồi chết danh luôn. Chính nhờ vai diễn này, Thảo tiếp tục được đạo diễn Tường Phương và Phương Nam giao cho vai Hai Ngạn, vợ của Mười Trí (Trung Dũng đóng) trong Người Bình Xuyên. Tính cách và số phận nhân vật trải dài từ độ tuổi 18 đến 40, đòi hỏi người diễn viên phải nghiên cứu tâm lý và cách diễn xuất rất sâu. Đây là một vai diễn dài hơi, một cơ hội tốt cho một diễn viên trẻ như Thảo thử sức. Người Bình Xuyên là bộ phim dài tập, bối cảnh quay phải di chuyển nhiều nơi và thời gian thực hiện kéo dài cả 3 năm trời.
Thời còn là sinh viên, Lý Thanh Thảo từng đi tiếp thị để trang trải cuộc sống nên hiểu được những nỗi cơ cực. Vì vậy, khi được vai diễn, cô luôn cố gắng diễn hết mình. Cô rất thích những vai có cá tính gai góc, thậm chí hung dữ, xấu xa, bị ghét bỏ vì theo cô, những dạng vai đó để lại ấn tượng hơn những vai nhu mì, đào thương. Nét đẹp mộc mạc từ nụ cười và cách ăn nói thu hút của Lý Thanh Thảo đã đưa cô đến với vai diễn Bé Tí trong vở Tắt đèn tại sân khấu Phú Nhuận. Thường xuyên tham gia diễn kịch ở Phú Nhuận, cô rất vui khi được cùng làm việc với "thần tượng" là NSND Hồng Vân. Chính từ môi trường này, Lý Thanh Thảo thấy mình lớn lên rất nhiều trong nghề nghiệp.
Ngoài đời, Lý Thanh Thảo thích sự đơn giản, vì cô cho rằng nếu chú trọng đến hình thức mà làm việc không ra gì thì cũng như không. Nhìn cô nhỏ nhắn, ai cũng nghĩ cô yếu đuối nhưng ngược lại, Lý Thanh Thảo rất mạnh mẽ. Phương châm sống của Lý Thanh Thảo là khi làm bất cứ việc gì đều tự tin và luôn lạc quan yêu đời.
Số phim Thảo tham gia đến nay đã hơn cả chục phim như Lời thề đất mũi và Vòng xoáy tình yêu. Ngoài Duyên phận, Thảo cũng đang tham gia bộ phim Miền đất phúc (đạo diễn Đinh Đức Liêm). Lịch làm việc của Thảo "Cỏ" từ nay đến cuối năm đã dày đặc.
Khi còn nhỏ, Thảo từng nói với mẹ sau này sẽ trở thành diễn viên. Bây giờ nguyện vọng đó đã thành sự thật. Cô vẫn còn nhớ mãi thời sinh hoạt tại Nhà Thiếu nhi, huyện Cần Giuộc (Long An). Đó là năm Thảo học lớp 3, mùa hè mưa dầm vẫn lội bộ qua những con đường sình lầy, ngập nước để tập văn nghệ. Nhóm của Thảo hồi đó đã lập nhiều tiết mục phục vụ bà con nghèo ở vùng xa heo hút. Khi vừa tốt nghiệp Trung học Phổ thông, cô chỉ đăng ký thi vào Cao đẳng Sân khấu Điện ảnh Thành phố Hồ Chí Minh.
Nổi tiếng là một diễn viên điện ảnh tài năng, một diễn viên kịch nói sáng giá nhưng chưa dừng lại ở đó, vì sở hữu chất giọng ngọt ngào nên nữ diễn viên còn vô cùng thành công ở lĩnh vực lồng tiếng. Lý Thanh Thảo còn được biết đến là diễn viên lồng tiếng nổi bật của nghệ thuật lồng tiếng phía Nam.
Theo diễn viên lồng tiếng Mộng Vân, một trong những “sao lồng tiếng” hot hiện nay chính là Lý Thanh Thảo. Hiện nay, cô đã lồng tiếng hơn 30 bộ phim cho 30 nhân vật khác nhau chưa kể đến các TVC và video clips quảng cáo khác. Không chỉ làm cho phim Việt, Lý Thanh Thảo còn thể hiện rất ấn tượng các vai nữ chính trong phim cổ trang Hàn Quốc. Với chất giọng đặc trưng cùng ngữ điệu, cách thể hiện cảm xúc tốt, Lý Thanh Thảo tạo được nét riêng cho nhân vật. Thanh Thảo luôn kín lịch với các dự án phim. Gây ấn tượng từ phim Cỏ dại và đã có nhiều vai diễn trong phim truyền hình nhưng hiện tại Lý Thanh Thảo lại được người trong giới nhắc nhớ nhiều hơn ở vai trò là diễn viên lồng tiếng.
Thời điểm khi ở độ tuổi 27, 28 tuổi, Lý Thanh Thảo cho biết bản thân cực kì bất chấp vì nghĩ mình có thể làm được mọi thứ. Cô vừa học đạo diễn, vừa quay phim "Gia đình phép thuật", vừa đi dạy lớp diễn viên nhí ở Nhà thiếu nhi Quận 1 và bất kể lúc nào rảnh thì sẽ nhào vào phòng thu, chưa kể kinh doanh tiệm hoa.
Nhắc đến Lý Thanh Thảo, khán giả Việt Nam không thể không nhớ đến một cô gái nhỏ nhắn có nụ cười duyên dáng, với lối diễn xuất tự nhiên nhưng vô cùng tinh tế. Thanh Thảo từng tham gia các phim như: vai Hạnh trong "Hương phù sa", vai Đào trong "Vòng xoáy tình yêu", vai Hai Ngạn trong "Dưới cờ đại nghĩa", vai Thủy trong "Mùi Ngò Gai", vai Chini trong "Gia đình phép thuật" và vai Trang trong "Một ngày không có em".
Lý Thanh Thảo còn tham gia một số chương trình truyền hình thực tế như: Ơn giời, cậu đây rồi!, Lữ khách 24h, Nghìn lẻ một chuyện, My Man Can - Đàn ông phải thế, Con đã lớn khôn, Kỳ án đông tây kim cổ và Về trường.
Cô tham gia nhiều vở kịch tại Sân khấu kịch Phú Nhuận và Sân khấu kịch 5B. Đồng thời Thảo thường xuyên xuất hiện trong các số phát sóng của chương trình "Con đã lớn khôn" và ''Nghìn lẻ một chuyện'' với vai trò khách mời.
Hiện nay, Lý Thanh Thảo đã tạm ngưng hoạt động nghệ thuật và lui về ở ẩn để dành thời gian chăm sóc 2 con và hoạt động kinh doanh.

## Đời tư
Lý Thanh Thảo kết hôn với người chồng đầu tiên là một người đàn ông người Việt Nam, hai vợ chồng đã có một con trai tên là Gia Khánh. Tháng 5 năm 2011, Thanh Thảo và chồng ly hôn.
Sau đó, Thanh Thảo đã quen biết và bắt đầu mối quan hệ với một anh chàng Tây tên là Christiaan Romme. Sau một thời gian tìm hiểu, Lý Thanh Thảo và Romme đã về chung một nhà, và đã sinh được một cậu con trai tên là Damian Romme Ly. Hiện tại, Lý Thanh Thảo đang có một cuộc sống hôn nhân viên mãn bên chồng Tây và hai cậu con trai. Ngày 01/02/2017, nữ diễn viên này đã chia sẻ hình ảnh hạnh phúc của mình khi được chồng cầu hôn ở Úc. Được biết, để chuẩn bị cho màn cầu hôn này, Romme đã đặt một chiếc nhẫn có đính viên kim cương cỡ lớn tại Singapore. Sau đó, anh đã thuê tàu để cùng vợ ngắm cảnh, và thực hiện màn cầu hôn lãng mạn. Thanh Thảo hiện đang có cuộc sống hôn nhân hạnh phúc bên người chồng Tây.

## Danh sách kịch
| Kịch                             | Sân khấu                | Vai diễn              | Ghi chú                 |
| -------------------------------- | ----------------------- | --------------------- | ----------------------- |
| Cha nào con nấy                  | Gala cười 2005          |                       |                         |
| Làng nhảy                        |                         |                       |                         |
| Cổ tích một tình yêu             | Nụ cười mới             |                       | cùng với Hoài Linh      |
| Siêu trộm                        | Nụ cười mới             |                       |                         |
| Trôi theo dòng đời               | Sân khấu kịch Phú Nhuận |                       |                         |
| Chị Dậu                          | Sân khấu kịch Phú Nhuận | Bé Tí                 |                         |
| Đỉnh cỏi âm                      | Sân khấu kịch Phú Nhuận |                       |                         |
| Tắt đèn                          | Sân khấu kịch Phú Nhuận |                       |                         |
| Hoàng tử lửa                     | Sân khấu kịch Phú Nhuận | Công chúa & Người chị |                         |
| Chú gà mặt trời                  | Sân khấu kịch Phú Nhuận |                       |                         |
| Nàng út ống tre                  | Sân khấu kịch Phú Nhuận |                       |                         |
| Chờ một tiếng yêu                | Sân khấu kịch Phú Nhuận |                       |                         |
| Nắng chiều                       | Sân khấu kịch Phú Nhuận |                       |                         |
| Đường tình                       | Sân khấu kịch Phú Nhuận |                       | Diễn viên kiêm đạo diễn |
| Lá thư viết dở                   | Kỳ án đông tây kim cổ   | Mi Xen                |                         |
| Những vụ mất tích kỳ bí (phần 2) | Kỳ án đông tây kim cổ   |                       |                         |
| Những vụ mất tích kỳ bí (phần 1) | Kỳ án đông tây kim cổ   |                       |                         |
| Phát súng tử thần                | Kỳ án đông tây kim cổ   | Laura                 |                         |
| Bảng vàng vấy máu                | Kỳ án đông tây kim cổ   | Mẫu đơn               |                         |
| Sống như những đóa hoa           | Người nghệ sĩ đa tài    |                       |                         |
| Mình ơi!                         | Người nghệ sĩ đa tài    |                       |                         |
| Mỹ nhân kế                       | Người nghệ sĩ đa tài    |                       |                         |
| Lễ hội Ooc Om Bóc                | Người nghệ sĩ đa tài    |                       |                         |
| Tình ca phương Nam               | Người nghệ sĩ đa tài    |                       |                         |
| Cỏ dại                           | Người nghệ sĩ đa tài    |                       |                         |
| Cậu bé Peter Pan                 | Người nghệ sĩ đa tài    |                       |                         |
| Mẹ và con                        | Người nghệ sĩ đa tài    |                       |                         |
| Trời trao của lạ                 | Sân khấu kịch 5B        |                       |                         |
| Phận làm gái                     | Sân khấu kịch Minh Béo  |                       |                         |
| Làng nhảy                        |                         |                       |                         |
| Tóp tép model                    |                         |                       |                         |

- Và nhiều vở kịch nói khác

## Danh sách phim
| Năm  | Phim                             | Vai diễn                    | Đạo diễn                                                  | Kênh  |
| ---- | -------------------------------- | --------------------------- | --------------------------------------------------------- | ----- |
| 2003 | Vòng xoáy số phận                | Hằng                        |                                                           | BTV   |
| 2003 | Lời thề đất mũi                  |                             | Trần Văn Hưng                                             | VTV1  |
| 2003 | Cỏ dại                           | Hân                         | Đinh Đức Liêm                                             | HTV7  |
| 2004 | Đường đời                        | Hà                          | Trần Quốc Trọng - Trần Hoài Sơn                           | VTV3  |
| 2005 | Vòng xoáy tình yêu               | Đào                         | Vũ Trường Khoa - Trần Quang Đại                           | HTV7  |
| 2005 | Chuyện ngày xưa: Hoàng tử lửa    | Công chúa                   | NSND Hồng Vân - Thế Vinh                                  | HTV7  |
| 2006 | Chuyện ngày xưa: Chú gà mặt trời | Công chúa                   | NSND Hồng Vân - Thế Vinh                                  | HTV7  |
| 2006 | Chuyện ngày xưa: Nàng út ống tre | Công chúa                   | NSND Hồng Vân - Thế Vinh                                  | HTV7  |
| 2006 | Hương phù sa                     | Hạnh                        | Võ Tấn Bình                                               | HTV9  |
| 2006 | Dưới cờ đại nghĩa                | Hai Ngạn                    | Nguyễn Tường Phương - Lê Phương Nam                       | HTV7  |
| 2006 | Mùi ngò gai                      | Thủy                        | Kim Hyo Joong / Han Chul Soon / Chu Thiện / Trần Hữu Phúc | HTV9  |
| 2006 | Nhịp đập trái tim                | Lam                         | Nguyễn Danh Dũng                                          | HTV7  |
| 2007 | Miền đất phúc                    | Thảo                        | Đinh Đức Liêm                                             | HTV9  |
| 2007 | Duyên Phận                       | Út Thà                      | Lê Cung Bắc                                               | HTV9  |
| 2008 | Một ngày không có em             | Trang                       | Nguyễn Danh Dũng                                          | HTV7  |
| 2009 | Gia đình phép thuật              | Chini                       | Chu Thiện Sun Oh                                          | HTV7  |
| 2010 | Mệnh lệnh hoa hồng               | Thanh                       | Võ Thanh Hòa                                              | HTV9  |
| 2011 | Những nàng công chúa nổi tiếng   |                             | Vương Quang Hùng                                          | THVL1 |
| 2011 | Anh và em                        | Kiều Châu                   | Kim Kyo Jung                                              | VTV9  |
| 2012 | Bìm bịp kêu chiều                | Tầm Gửi                     | Trung Dân                                                 | THVL1 |
| 2012 | Trường nội trú                   | Huyền                       | Lê Khắc Hoài Nam                                          | HTV9  |
| 2013 | Chuyện tình nơi mắt bão          |                             | Nguyễn Lâm- Quốc Thịnh                                    | HTV7  |
| 2013 | Dọc đường đen trắng              | Vân                         | Nguyên Trần                                               | VTV9  |
| 2014 | Khi ta nói dối                   |                             | Dương Nam Quan                                            | VTV6  |
| 2018 | Bên kia sông                     | nhà báo điều tra tham nhũng | Đỗ Phú Hải - Phạm Ngọc Châu                               | HTV9  |

## Lồng tiếng
Tiêu biểu:

### Quảng cáo
- Kotex Xì-tin
- Bio Acimin
- Dầu ăn Neptune
- Cosy Marie

### Phim ảnh
- Ngũ quái Sài Gòn
- Gió nghịch mùa
- Cô dâu vàng
- Nghề báo
- Tài trí bao thanh thiên
- Góc khuất số phận[14]
- Thiên mệnh anh hùng
- Phim Hoa hướng Dương
- Kẻ phản bội
- Kính thưa ô-sin
- Cây búa màu ánh bạc
- Yêu lần nữa
- Đò dọc
- Taxi: Em tên gì?
- Scandal: Bí mật thảm đỏ
- Tình cũ vấn vương
- Và nhiều bộ phim cô lồng tiếng khác.

## Chương trình truyền hình
- Gala cười – 2005
- Tam sao thất bản – 2007
- Chung sức - 2011
- Chuyện nhỏ - 2012
- Ai thông minh hơn học sinh lớp 5 - 2012
- Tìm kiếm phong cách chuẩn mực của đàn ông – 2012
- Đọ sức âm nhạc – 2012
- Lữ khách 24h – 2012
- Chuyện đêm muộn – 2013
- Bạn đường hợp ý – 2013
- Gia đình tài tử – 2014
- Về trường – 2014
- Tài tiếu tuyệt – 2011, 2012, 2013, 2014
- Ơn giời cậu đây rồi! – 2014
- Nghìn lẻ một chuyện – 2014, 2015
- Kỳ án đông tây kim cổ – 2014, 2015
- Con đã lớn khôn – 2013, 2016
- Bí quyết của mẹ – 2016
- My man can (Đàn ông phải thế) – 2016
- Người nghệ sĩ đa tài – 2017
- Chat với mẹ bỉm sữa – 2022
- Và nhiều chương trình khác